# Borgofranco d'Ivrea
Borgofranco d'Ivrea är en ort och kommun i storstadsregionen Turin, innan 2015 provinsen Turin, i regionen Piemonte, Italien. Kommunen hade 3 690 invånare (2017).